# Maria Laura Almirão
Maria Laura Almirão, född 20 september 1977, är en friidrottare från Brasilien. Hon deltog vid olympiska sommarspelen 2004 och olympiska sommarspelen 2008.